# Väter der Konföderation

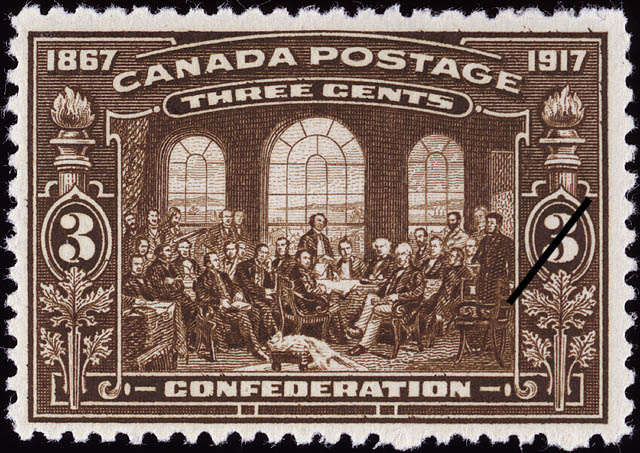
Eine kanadische 3-Cent-Briefmarke von 1917, die auf Robert Harris’ Gemälde „Fathers of Confederation“ basiert

Als Väter der Konföderation (englisch Fathers of Confederation, französisch Pères de la Confédération) werden die Personen bezeichnet, die an der Charlottetown-Konferenz, der Québec-Konferenz und der Londoner Konferenz teilnahmen. Diese Konferenzen führten zur Kanadischen Konföderation, also der Vereinigung von Kronkolonien in Britisch-Nordamerika zum Bundesstaat Kanada im Jahr 1867. Die folgende Liste verzeichnet die Teilnehmer der Konferenzen in Charlottetown, Québec und London und deren Anwesenheit.
Es gab ursprünglich 36 Väter der Konföderation, von denen 11 an allen drei Konferenzen beteiligt waren. Hewitt Bernard, Protokollführer der Charlottetown-Konferenz, wird manchmal ebenfalls hinzugerechnet. Personen, die nach 1867 ihre jeweiligen Provinzen in die Konföderation einbrachten, werden ebenfalls als Väter der Konföderation bezeichnet. Dies trifft erstens auf Amor De Cosmos zu, der maßgeblich zum Beitritt British Columbias zur Konföderation im Jahr 1871 beitrug. Zweitens betrachtete sich Joey Smallwood als „letzter Vater der Konföderation“, als Neufundland als letzte Provinz beitrat.

## Liste der Konferenzteilnehmer
| Teilnehmer                 | Porträt | (heutige) Provinz    | Charlottetown                         | Québec                                | London                                |
| -------------------------- | ------- | -------------------- | ------------------------------------- | ------------------------------------- | ------------------------------------- |
| Adams George Archibald     |         | Nova Scotia          | Grünes Häkchensymbol für ja           | Grünes Häkchensymbol für ja           | Grünes Häkchensymbol für ja           |
| George Brown               |         | Ontario              | Grünes Häkchensymbol für ja           | Grünes Häkchensymbol für ja           | Rotes X oder Kreuzchensymbol für nein |
| Alexander Campbell         |         | Ontario              | Grünes Häkchensymbol für ja           | Grünes Häkchensymbol für ja           | Rotes X oder Kreuzchensymbol für nein |
| Frederick Carter           |         | Neufundland          | Rotes X oder Kreuzchensymbol für nein | Grünes Häkchensymbol für ja           | Rotes X oder Kreuzchensymbol für nein |
| George-Étienne Cartier     |         | Québec               | Grünes Häkchensymbol für ja           | Grünes Häkchensymbol für ja           | Grünes Häkchensymbol für ja           |
| Edward Barron Chandler     |         | New Brunswick        | Grünes Häkchensymbol für ja           | Grünes Häkchensymbol für ja           | Rotes X oder Kreuzchensymbol für nein |
| Jean-Charles Chapais       |         | Québec               | Rotes X oder Kreuzchensymbol für nein | Grünes Häkchensymbol für ja           | Rotes X oder Kreuzchensymbol für nein |
| James Cockburn             |         | Ontario              | Rotes X oder Kreuzchensymbol für nein | Grünes Häkchensymbol für ja           | Rotes X oder Kreuzchensymbol für nein |
| George Coles               |         | Prince Edward Island | Grünes Häkchensymbol für ja           | Grünes Häkchensymbol für ja           | Rotes X oder Kreuzchensymbol für nein |
| Robert B. Dickey           |         | Nova Scotia          | Grünes Häkchensymbol für ja           | Grünes Häkchensymbol für ja           | Rotes X oder Kreuzchensymbol für nein |
| Charles Fisher             |         | New Brunswick        | Rotes X oder Kreuzchensymbol für nein | Grünes Häkchensymbol für ja           | Grünes Häkchensymbol für ja           |
| Alexander Tilloch Galt     |         | Québec               | Grünes Häkchensymbol für ja           | Grünes Häkchensymbol für ja           | Grünes Häkchensymbol für ja           |
| John Hamilton Gray         |         | Prince Edward Island | Grünes Häkchensymbol für ja           | Grünes Häkchensymbol für ja           | Rotes X oder Kreuzchensymbol für nein |
| John Hamilton Gray         |         | New Brunswick        | Grünes Häkchensymbol für ja           | Grünes Häkchensymbol für ja           | Rotes X oder Kreuzchensymbol für nein |
| Thomas Heath Haviland      |         | Prince Edward Island | Rotes X oder Kreuzchensymbol für nein | Grünes Häkchensymbol für ja           | Rotes X oder Kreuzchensymbol für nein |
| William Alexander Henry    |         | Nova Scotia          | Grünes Häkchensymbol für ja           | Grünes Häkchensymbol für ja           | Grünes Häkchensymbol für ja           |
| William Pearce Howland     |         | Ontario              | Rotes X oder Kreuzchensymbol für nein | Rotes X oder Kreuzchensymbol für nein | Grünes Häkchensymbol für ja           |
| John Mercer Johnson        |         | New Brunswick        | Grünes Häkchensymbol für ja           | Grünes Häkchensymbol für ja           | Grünes Häkchensymbol für ja           |
| Hector-Louis Langevin      |         | Québec               | Grünes Häkchensymbol für ja           | Grünes Häkchensymbol für ja           | Grünes Häkchensymbol für ja           |
| Andrew Archibald Macdonald |         | Prince Edward Island | Grünes Häkchensymbol für ja           | Grünes Häkchensymbol für ja           | Rotes X oder Kreuzchensymbol für nein |
| John Macdonald             |         | Ontario              | Grünes Häkchensymbol für ja           | Grünes Häkchensymbol für ja           | Grünes Häkchensymbol für ja           |
| Jonathan McCully           |         | Nova Scotia          | Grünes Häkchensymbol für ja           | Grünes Häkchensymbol für ja           | Grünes Häkchensymbol für ja           |
| William McDougall          |         | Ontario              | Grünes Häkchensymbol für ja           | Grünes Häkchensymbol für ja           | Grünes Häkchensymbol für ja           |
| Thomas D’Arcy McGee        |         | Québec               | Grünes Häkchensymbol für ja           | Grünes Häkchensymbol für ja           | Rotes X oder Kreuzchensymbol für nein |
| Peter Mitchell             |         | New Brunswick        | Rotes X oder Kreuzchensymbol für nein | Grünes Häkchensymbol für ja           | Grünes Häkchensymbol für ja           |
| Oliver Mowat               |         | Ontario              | Rotes X oder Kreuzchensymbol für nein | Grünes Häkchensymbol für ja           | Rotes X oder Kreuzchensymbol für nein |
| Edward Palmer              |         | Prince Edward Island | Grünes Häkchensymbol für ja           | Grünes Häkchensymbol für ja           | Rotes X oder Kreuzchensymbol für nein |
| William Henry Pope         |         | Prince Edward Island | Grünes Häkchensymbol für ja           | Grünes Häkchensymbol für ja           | Rotes X oder Kreuzchensymbol für nein |
| John William Ritchie       |         | Nova Scotia          | Rotes X oder Kreuzchensymbol für nein | Rotes X oder Kreuzchensymbol für nein | Grünes Häkchensymbol für ja           |
| Ambrose Shea               |         | Neufundland          | Rotes X oder Kreuzchensymbol für nein | Grünes Häkchensymbol für ja           | Rotes X oder Kreuzchensymbol für nein |
| William Steeves            |         | New Brunswick        | Grünes Häkchensymbol für ja           | Grünes Häkchensymbol für ja           | Rotes X oder Kreuzchensymbol für nein |
| Étienne-Paschal Taché      |         | Québec               | Rotes X oder Kreuzchensymbol für nein | Grünes Häkchensymbol für ja           | Rotes X oder Kreuzchensymbol für nein |
| Samuel Leonard Tilley      |         | New Brunswick        | Grünes Häkchensymbol für ja           | Grünes Häkchensymbol für ja           | Grünes Häkchensymbol für ja           |
| Charles Tupper             |         | Nova Scotia          | Grünes Häkchensymbol für ja           | Grünes Häkchensymbol für ja           | Grünes Häkchensymbol für ja           |
| Edward Whelan              |         | Prince Edward Island | Rotes X oder Kreuzchensymbol für nein | Grünes Häkchensymbol für ja           | Rotes X oder Kreuzchensymbol für nein |
| Robert Duncan Wilmot       |         | New Brunswick        | Rotes X oder Kreuzchensymbol für nein | Rotes X oder Kreuzchensymbol für nein | Grünes Häkchensymbol für ja           |